# = (エド・シーランのアルバム)
『=』（イコールズ）は、エド・シーランの5枚目のアルバム。2021年10月29日に世界で同時に発売された。
オリジナル・アルバムとしては『÷』から4年ぶりのアルバム。全英11週連続1位を記録した『Bad Habits』も収録されている。

## 記録
初週で13万9,000枚を売り上げ、イギリスの初週の全英チャートで初登場1位を獲得。そしてシングルの方では「Shivers」「Bad Habits」「Overpass Graffiti」が2〜4位を独占した。また、日本のオリコンチャートのアルバムウィークリーチャートでは初登場9位を記録。

## 収録曲
1. Tides
2. Shivers / シヴァーズ
3. First Times
4. Bad Habits / バッド・ハビッツ
5. Overpass Graffiti
6. The Joker And The Queen
7. Leave Your Life
8. Collide
9. 2Step
10. Stop The Rain
11. Love In Slow Motion
12. Visiting Hours
13. Sandman
14. Be Right Now